# Kyrkjeholmen (Kvinnherad)
Ne doit pas être confondu avec Kyrkjeholmen.
Kyrkjeholmen, est une île dans le landskap Sunnhordland du comté de Vestland. Elle appartient administrativement à Kvinnherad.

## Géographie
Rocheuse et couverte d'arbres, elle s'étend sur environ 308 m de longueur pour une largeur approximative de 203 m.